# Великий Славков
Великий Славков, або Великий Славків (словац. Veľký Slavkov) — село в Словаччині, Попрадському окрузі Пряшівського краю.
Уперше згадується у 1251 році.
У селі є готичний римо-католицький костел з 13 століття, перебудований у 15 столітті та протестантський костел з 1788 року.

## Географія
Розташоване в північній Словаччині в південній частині Попрадської угловини на південно—східному підніжжі Високих Татер. Протікає Славковський потік.

## Населення
| Рік:            | 1994. | 2004.   | 2014.    | 2024. |
| --------------- | ----- | ------- | -------- | ----- |
| Кількість осіб: | 1071  | 1145    | 1320     | 1518  |
| Різниця:        |       | +6,90 % | +15,28 % | +15 % |

| Рік:            | 2023. | 2024.   |
| --------------- | ----- | ------- |
| Кількість осіб: | 1524  | 1518    |
| Різниця:        |       | -0,39 % |

У селі проживає 1265 осіб.
Національний склад населення (за даними останнього перепису населення — 2001 року):
- словаки — 93,67 %,
- цигани — 3,57 %,
- чехи — 1,61 %,
- українці — 0,09 %,

Склад населення за приналежністю до релігії станом на 2001 рік:
- римо-католики — 79,57 %,
- протестанти — 5,17 %,
- греко-католики — 3,57 %,
- православні — 0,27 %,
- гусити — 0,27 %,
- не вважають себе вірянами або не належать до жодної вищезгаданої конфесії — 11,15 %